# جوينر لوكاس
غاري موريس «جوينر» لوكاس، الإبن  (ولد 17 أغسطس 1988) هو مغني راب شاعر ومغني وكاتب أغاني من ورسيستر، ماساتشوستس موقع حاليًا عقد مع تسجيلات أتلانتيك. جوينر حصل على نطاق واسع بعد إصدار أغنيته «روس كابيتشيوني» في 2015. في 2017، أصدر شريطه المسجل الرابع (والأول على منتج معروف).

## النشأة
ولد غاري موريس لوكاس، الابن في 17 أغسطس، 1988 في ورسيستر، ماساتشوستس. بدأ لوكاس غناء الراب في العاشرة من عمره بعد الاستماع إلى فنانين مثل إمينيم، نوتورياس بيغ، ناس، وميثود مان.
حضر مدرسة ثانوية الجنوب الإجتماعية في ورسيستر.

## مسيرته
بدأ لوكاس الغناء لأول مرة تحت اسم جي-ستورم. في عام 2007، قام بتغيير اسمه المسرحي إلى فيوتشر جوينر وبدأ العمل مع عمه، سايرس ذا غريت، وشكل مجموعة باسم «فيلم سكول ريجيكتس». أصدروا شريطهم المسجل،  ووركبرينت: أعظم شريط مسجل في التاريخ في نفس العام. لاحقا، لوكاس أصدر أول شريط مسجل له تحت اسم فيوتشر جوينر بعنوان ليسن 2 مي في عام 2011. بعد إشتهار مغني الراب فيوتشر، ترك لوكاس «فيوتشر» من اسمه واستمر كجوينر لوكاس.
أصدر جوينر شريطه التالي ألونغ كايم جوينر في 5 أبريل 2015. هذي الشريط كان من أغانيه الأغنية «روس كابيتشيوني»، والتي أصبحت من أشهر أغانيه في ذلك الوقت. بعد نجاح الأغنية، كان جوينر في عرض جوائز الBET للهيب هوب. لوكاس وقع عقد مع أتلانتيك ريكوردز في 21 سبتمبر، 2016. لوكاس أصدر شريط تسجيل مع جوينر اسمه 508-507-2209 في 16 يونيو، 2017 مع أتلانتيك ريكوردز. ظهر الشريط في مركز #7 في قسم الألبومات الساخنة على قائمة «البيلبورد» ويحتوي على الأغاني «آيم سوري» و «ألتراساوند» و «وينتر بلوز».
في 28 نوفمبر، 2017، لوكاس أصدر الأغنية «آيم نوت ريسيست» (أنا لست عنصري) على حساب اليوتيوب الخاص به والتي اشتهرت بسرعة. الأغنية مثيرة للجدل، حيث تدور حول العرق والمجتمع، وعلاقات العرق من منظور رجل أبيض، ورجل أسود. لوكاس والمغني كريس براون أعلنا شريطهما المشترك، والذي اسمه ملائكة وشياطين في فبراير 25، 2018 وأصدرا الأغنية «سترينجر ثينغز» في اليوم التالي. في 1 أبريل، 2018، أصدر لوكاس أغنية بعنوان «فروزن»، وهي أغنية ركزت على أشكال مختلفة من القيادة المتهورة. تم إصدار الأغنية التالية من شريط الأغاني ملائكة وشياطين «أنا لا أموت» في 2 مايو.
في 31 يوليو 2018، أعلن لوكاس أنه اضطر إلى إلغاء عروض جولته «انا نوعا ما شئ كبير» في أستراليا وأوروبا بسبب بحة الصوت والتهاب الحنجرة.
ظهر لوكاس في «لاكي يو» من أحدث ألبوم إمينيم كاماكازي. ظهرت الأغنية لأول مرة عند رقم 6 على لائحة البيلبورد الساخن 100، مسجلاً أول دخول لوكاس إلى أول 10 على اللائحة.

## الحياة الشخصية
لدى جوينر ابنًا يتحدث عنه كثيرًا في موسيقاه.

## روابط خارجية
- جوينر لوكاس على موقع IMDb (الإنجليزية)
- جوينر لوكاس على موقع ميوزك برينز (الإنجليزية)
- جوينر لوكاس على موقع أول ميوزيك (الإنجليزية)
- جوينر لوكاس على موقع ديسكوغز (الإنجليزية)
- جوينر لوكاس على موقع ديسكوغز (الإنجليزية)
- جوينر لوكاس على موقع قاعدة بيانات الفيلم (الإنجليزية)